# Daniel Moncharé
Daniel Ntieche Moncharé est un footballeur camerounais né le 24 janvier 1982 à Yaoundé. Il évolue au poste de défenseur.

## Biographie
Il remporte notamment la première Coupe de la CEMAC en 2003 avec les Lions indomptables, ainsi que la coupe de la confédération en 2010 avec le FUS de Rabat.
En 2013, il joue au Persebaya Surabaya, en Indonésie.

## Palmarès
- Vainqueur de la Coupe de la CEMAC en 2003 avec l'équipe du Cameroun
- Vainqueur de la Coupe de la confédération en 2010 avec le FUS de Rabat
- Vainqueur de la Coupe du Trône en 2010 avec le FUS de Rabat